# Dürnstein
Ne doit pas être confondu avec Dürrenstein (montagne).
 (juin 2024).
Si vous disposez d'ouvrages ou d'articles de référence ou si vous connaissez des sites web de qualité traitant du thème abordé ici, merci de compléter l'article en donnant les références utiles à sa vérifiabilité et en les liant à la section « Notes et références ».
Dürnstein est une ville autrichienne du district de Krems en Basse-Autriche. Situé dans le passage culturel de la Wachau au bord du Danube, le lieu est bien connu pour son château médiéval où le roi Richard Cœur de Lion fut maintenu prisonnier par le duc Léopold V d'Autriche.

## Géographie

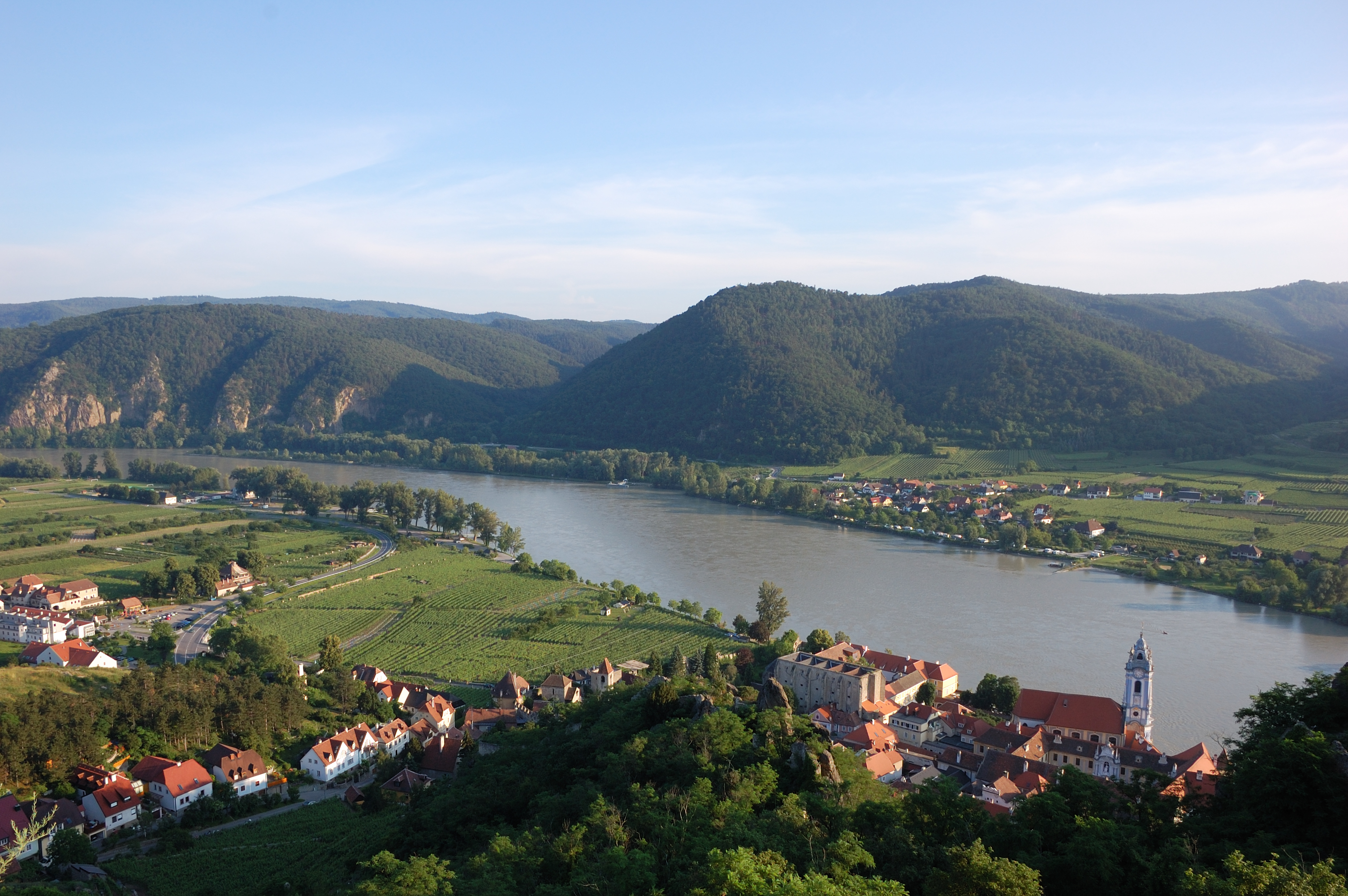
Vue sur la Wachau.

La petite cité, encore ceinturée de remparts, s'étire sur une assise de rochers dominant le Danube, dans l'un des sites les plus frappants de la Wachau. Elle se trouve entre la région du Waldviertel au nord et le massif du Dunkelsteinerwald au sud.
La superficie de la municipalité est de 16,71 km2 dont environ 60 % sont couverts de forêts. L'ancienne commune de Loiben au sud-est a été rattachée en 1971. Dürnstein se trouve à une altitude de 209 m. En 2001, la population était de 931 habitants et la densité de 55 hab/km2.

## Histoire
Le village de Loiben est cité pour la première fois en 860, au cours d'une donation du roi Louis II de Germanie aux archevêques de Salzbourg. En 1002, le roi nouvellement élu, Henri II du Saint-Empire, fait donation de terres près de Liupna, du margraviat d'Autriche (Ostarrîchi), à l'abbaye de Tegernsee, donation confirmée en 1019. Au milieu du XIIe siècle, les baillis du couvent et ministériels autrichiens de la famille de Kuenring font construire le château de Dürnstein. La ville et la forteresse sont alors fortifiées et reliées par un long mur.
À partir de décembre 1192, le roi d’Angleterre Richard Cœur de Lion est gardé prisonnier à Dürnstein par le duc Léopold V de Babenberg, à la suite de leur dispute au cours de la troisième croisade. Selon la légende, le trouvère picard Blondel de Nesle, après de longues recherches, retrouve finalement le roi prisonnier. En février 1193, Richard est livré à l'empereur Henri VI.
Au cours des siècles suivants, la population s'installe progressivement sur la rive gauche du Danube, sous le château. La ville est mentionnée en 1347. Le blason communal est attribué par l'empereur Frédéric III en 1476. Ultérieurement, avant la fin du XVe siècle, Dürnstein est conquis par les troupes du roi Matthias Ier de Hongrie.
Au XVIIe siècle, vers la fin de la guerre de Trente Ans en 1645, le château est détruit par des troupes suédoises sous le commandement de Lennart Torstenson.
Les possessions de Tegernsee sont sécularisées en 1803. Le 11 novembre 1805, pendant la Troisième Coalition, les troupes françaises s'opposent à des forces russes beaucoup plus nombreuses à la bataille de Dürenstein.

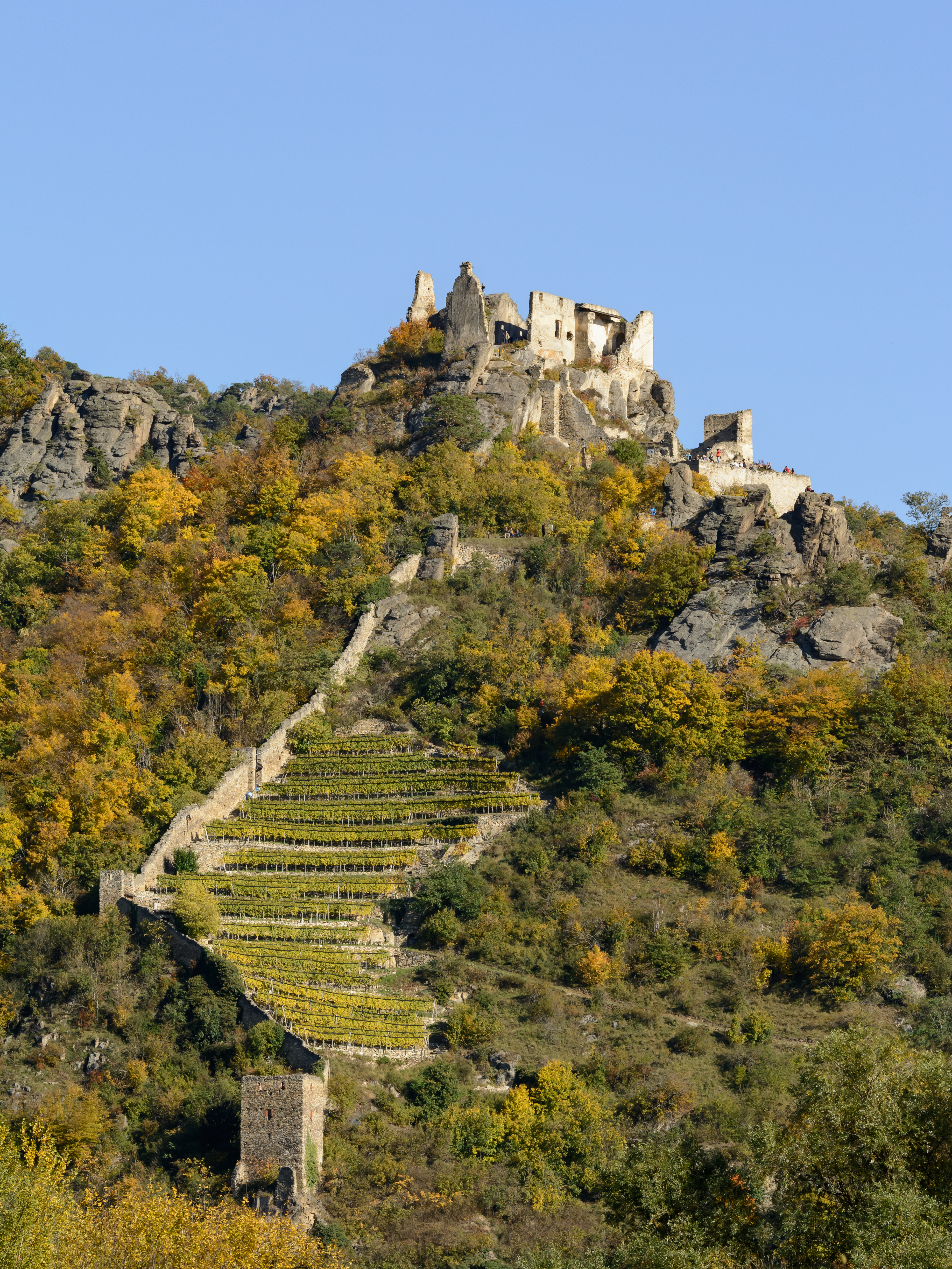
Le chateau de Dürnstein. Octobre 2021.
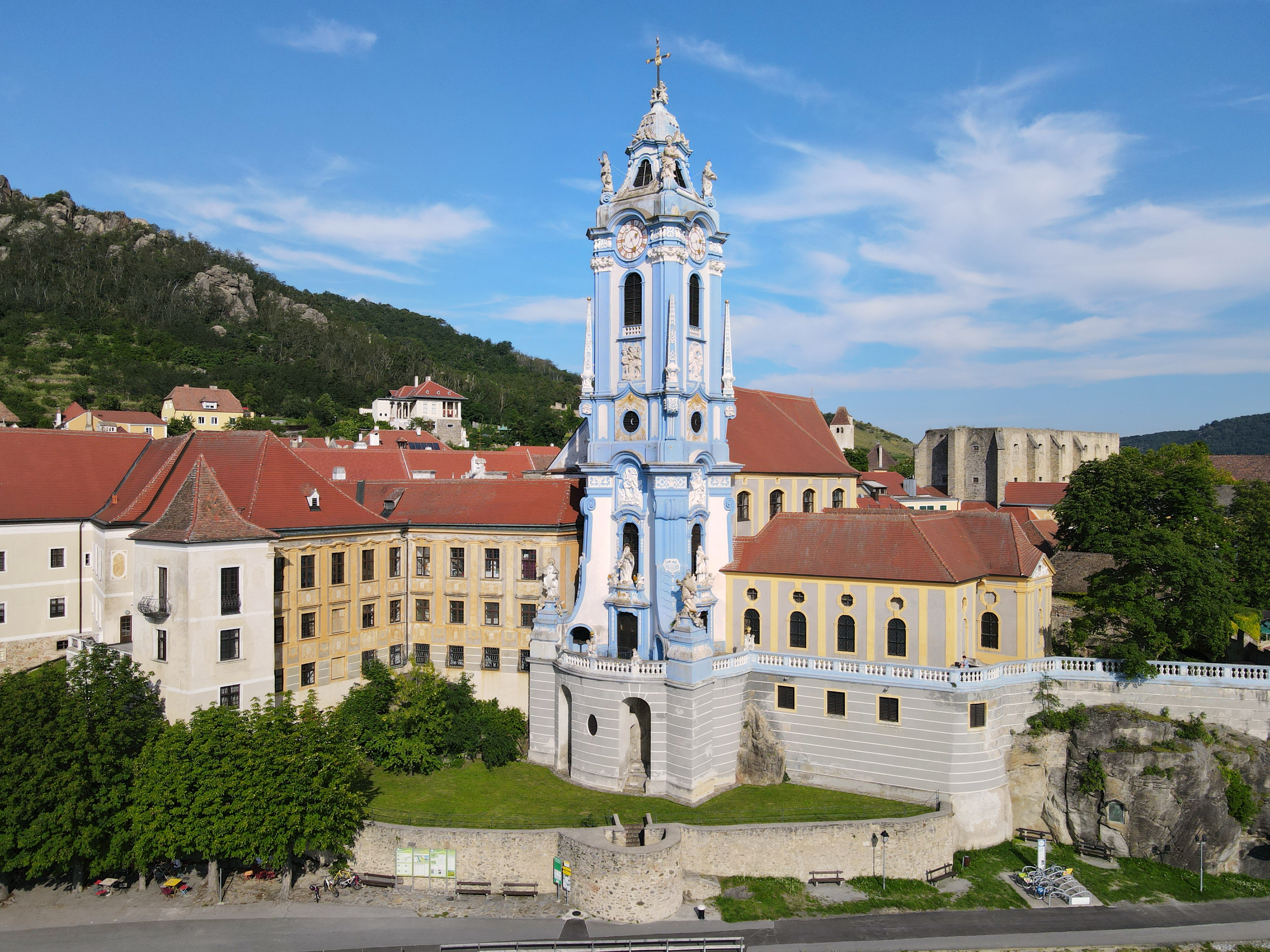
L'église de Dürnstein.
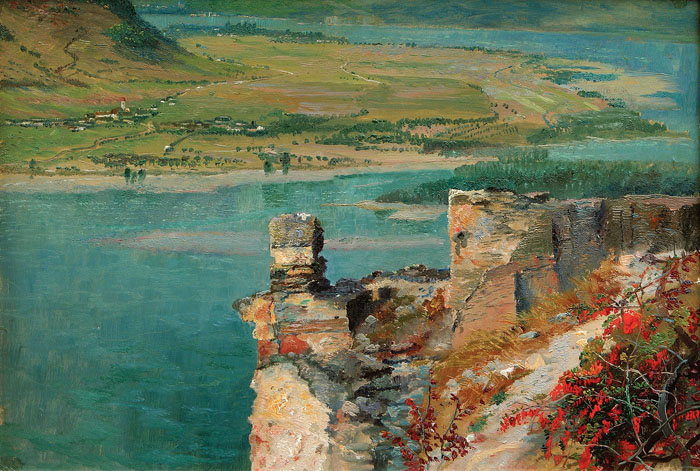
Blick von der Ruine Dürnstein ins Donautal par Emilie Mediz-Pelikan

Vue générale de Dürnstein. On voit l'abbaye et, au-dessus, le vieux château (cliché d'avril 2018).

## Personnalités liées à la ville
- Emil Streker
- Carl Vaugoin

## Jumelages
- Tegernsee (Allemagne)